# Monument aux morts d'Estagel
Le monument aux morts d'Estagel est un monument aux morts  créé par Gustave Violet et situé à Estagel (Pyrénées-Orientales), boulevard Victor Hugo. 

## Histoire
Le monument aux morts fait l’objet d’une inscription au titre des monuments historiques le 18 octobre 2018.